# Божидар Лечев
Божидар Лечев Рачев е български актьор. Има многобройни роли в киното, театъра и телевизията. Сред най-запомнящите се са служителят от мототехника във филма „Топло“ (1978), пенсионерът от кафенето в „Сиромашко лято“ (1973) и др. Пресъздава десетки образи на сцената на Младежкия и Сатиричния театър.

## Биография
Роден е във Варна на 27 януари 1926 г.
Започва актьорската си кариера в Драматичния театър в Силистра (1943 – 1946), след което играе в Драматичния театър в Сливен (1946 – 1948) и Драматичния театър в Бургас (1948 – 1952). Продължава в София на сцената на Народен театър за младежта (1952 – 1960) и Сатиричен театър „Алеко Константинов“ (от 1960-).
Сред значимите му роли са синьор Домат в „Приключенията на Чиполино“ от Джани Родари, Бенедето в „Краката на лъжата са... дълги“ от Едуардо де Филипо и др. От 1960 г. до смъртта си играе в Сатиричния театър, където създава серия от десетки образи. Участва в едни от най-успешните спектакли на театъра, като „Михал Мишкоед“, „Големанов“, „Женитба“, „Януари“, „Новото пристанище“, „Римска баня“ и др.
Има многобройни участия в радиотеатъра на Българско национално радио и редица роли в киното, телевизията и дублажа. Участва в първия български цветен телевизионен сериал „Нако, Дако и Цако“. Снима в българо-италианската продукция „Любовницата на Граминя“, в която участват Джан Мария Волонте и Стефания Сандрели.
Участва във фестивалите на хумористичната и сатирична песен „Златният кос“. Песента „Бианка“ в изпълнение на Божидар Лечев е включена в грамофонната плоча с песни от спектакъла „Гамбринус“.
Заради това, че през 1962 г. се изказва в защита на пиесата „Импровизации“ от Валери Петров и Радой Ралин /постановка Гриша Островски/ до края на живота си е лишен от звание и недолюбван от партийната критика. 

## Награди и отличия
- Орден „Кирил и Методий“ – I степен

## Филмография
| Година     | Филми и Сериали                                  | Серии  | Копродукции     | Роля                                                                                               |
| ---------- | ------------------------------------------------ | ------ | --------------- | -------------------------------------------------------------------------------------------------- |
| 1986       | Почти вълшебно приключение (тв сериал)           | 2      |                 | клоун                                                                                              |
| 1983       | Фалшификаторът от „Черния кос“ (тв сериал)       | 3      |                 | затворникът Кою Иванов Коев (в I серия)                                                            |
| 1983       | Завъртете всички сфери                           |        |                 | |
| 1981       | Капитан Петко войвода детството(тв сериал)       | 12     |                 | пеещият в кръчмата мародер (в VII серия: „Топографи“)                                              |
| 1981       | Слънце на детството (тв сериал)                  | 2      |                 | |
| 1980       | Обущарят чичо Спас, магарето и Тошко (тв сериал) | 8      |                 | бракониер (в 4 серии: I, II, III и IV)                                                             |
| 1980       | Солистът                                         |        |                 | |
| 1980       | С поделена любов (С любовью пополам)             |        | СССР/България   | |
| 1979       | Кръвта остава                                    |        |                 | полският пъдар                                                                                     |
| 1979       | Фильо и Макензен (тв сериал)                     | 7      |                 | бай Пандо                                                                                          |
| 1978       | Покрив                                           |        |                 | началникът на обекта                                                                               |
| 1978       | Топло                                            |        |                 | бай Желязко, служител от Мототехника                                                               |
| 1978       | Призив                                           |        |                 | |
| 1976       | Спомен за близначката                            |        |                 | |
| 1975       | Присъствие                                       |        |                 | сервитьорът Гаврил                                                                                 |
| 1975       | Легенда за върха (тв)                            |        |                 | турчин                                                                                             |
| 1974       | Нако, Дако, Цако                                 | 3      |                 | Бубо, баща на Бианка (във II серия: „Шофьори“)/ Пупо, престъпник от база 4 (в III серия: „Моряци“) |
| 1974       | Ламята                                           |        |                 | старейшина                                                                                         |
| 1973       | Последна проверка (тв сериал)                    | 12     |                 | барон Хирш                                                                                         |
| 1973       | Сиромашко лято                                   |        |                 | пенсионерът в кафето                                                                               |
| 1972       | Козият рог                                       |        |                 | (не е посочен в надписите на филма)                                                                |
| 1971       | Герловска история                                |        |                 | набитият войник                                                                                    |
| 1971       | Шарен свят                                       | 2 нов. |                 | затворник (във II новела: „Гола съвест“; не е посочен в надписите на филма)                        |
| 1971       | Странен двубой                                   |        |                 | селянинът, който познава Лъчо                                                                      |
| 1969       | Галилео Галилей (Galileo)                        |        | Италия/България | |
| 1969       | Любовницата на Граминя (L'amante di Gramigna)    |        | Италия/България | карабинер-пиемонтец                                                                                |
| 1969, 1971 | На всеки километър (тв сериал)                   |        |                 | (в VII серия: „Магарешката пътека“, 1969)                                                          |
| 1969       | Синовете на правдата                             |        |                 | |
| 1968       | Бялата стая                                      |        |                 | |
| 1967       | Последният войвода                               |        |                 | Томасян                                                                                            |
| 1967       | С пагоните на дявола (тв сериал)                 | 5      |                 | провокаторът (в 1 серия: III)                                                                      |
| 1963       | Калоян                                           |        |                 | Валкан                                                                                             |
| 1962       | Тютюн                                            |        |                 | |
| 1959       | Пътища                                           | 2 нов. |                 | Николай (във II новела: „Пътят минава през Беловир“)                                               |

## Театрални роли

### Народен театър за младежта
- Приключенията на Чиполино – от Джани Родари – синьор
- Домат
- Краката на лъжата са... дълги – от Едуардо де Филипо – Бенедето

### Сатиричен театър
- Чичовци – от Иван Вазов (1960)
- Балът на манекените – от Бруно Ясенски (1961)
- Удържимият възход на Артуро Хи – от Бертолт Брехт (1961)
- Свинските опашчици /Коваржик/ – от Ярослав Дитл (1962)
- Михал Мишкоед. Кандидати на славата – от Сава Доброплодни и Иван Вазов (1963)
- Чичовци – от Иван Вазов (1960)
- Балът на манекените – от Бруно Ясенски (1961)
- Четвъртият прешлен – от Марти Ларни (1964)
- Смъртта на Тарелкин – от А. В. Сухово-Кобилин (1965)
- Бидерман и подпалвачите – от Макс Фриш (1965)
- Ревизор – от Николай Гогол (1966)
- Големанов – от Ст. Л. Костов (1966)
- Старчето и стрелата – от Никола Русев (1969)
- Швейк през Втората световна война – от Бертолт Брехт (1973)
- Римска баня – от Станислав Стратиев (1974)
- Януари – от Йордан Радичков (1975)
- И най-мъдрият си е малко прост – от Александър Островски (1979)
- От много ум… Вражалец – от Ст. Л. Костов (1980)
- Госпожице, да му отпуснем края (Кабаре „Парнас“) късновечерно луксозно кабаре – от Любомир Пеевски (1981)
- Чичовци – от Иван Вазов (1981)
- Новото пристанище – от Ст. Л. Костов
- Мъртви души от Михаил Булгаков – по поемата на Н. В. Гогол (1989)
- Посещението на старата дама – от Фридрих Дюренмат (1990)

### Радиотеатър на Българското национално радио, пр. „Христо Ботев“
- „Михал Мишкоед“ – от Сава Доброплодни
- „Приключенията на добрия войник Швейк“ – от Ярослав Хашек
- „Островът на съкровищата“ – от Робърт Луис Стивънсън
- „Мяра за мяра“ – от Уилям Шекспир

### Телевизионен театър
- „Жребий“ (1989) (Васил Пекунов)
- „Ловчанският владика“ (1975) (Теодосий Икономов) – мюзикъл
- „Немили-недраги“ (1969) (Иван Вазов)
- „Операция Вега“ (1967) (Фридрих Дюренмат)